# 葉夫根尼·葉寧
叶夫根尼·弗拉基米罗维奇·叶宁（羅馬化：Yevhenii Volodymyrovych Yenin；1980年11月19日—2023年1月18日），乌克兰外交官、律师，生前为烏克蘭內政部第一副部长，此外还曾于2016年至2019年间担任乌克兰副总检察长，主管国际法律合作事务，以及于2020年至2021年间担任乌克兰外交部副部長。

## 早年生活
叶宁出生于苏联时期乌克兰苏维埃社会主义共和国的第聂伯罗彼得罗夫斯克，他于2002年从烏克蘭國家安全局国家学院毕业，后又在2012年畢業於国立金融与国际贸易大学，除此之外，他還擁有由德涅斯特河沿岸的定居点授予的政治学博士学位。除母语乌克兰语及俄语外，叶宁的英语、罗马尼亚语及意大利语亦颇为流利。

## 职业生涯
叶宁于2002年至2005年间于乌克兰国家安全局及对外情报局担任操作人员。2005年至2009年，叶宁履职于乌克兰驻摩尔多瓦大使馆，负责德涅斯特河沿岸定居点的各项事务。2010年至2012年，叶宁进入外交部，担任罗马尼亚、摩尔多瓦和巴尔干地区的部门负责人。2012年至2016年，叶宁被任命为乌克兰驻意大利共和国大使领馆副馆长、参赞及公使衔参赞。
2016年至2019年间，叶宁出任乌克兰副总检察长。
2019年7月至2020年4月，叶宁出任乌克兰未来研究所副执行主任及乌克兰最高拉达（乌克兰议会）常务委员会执法活动专家顾问。
2020年5月21日，叶宁被指派为乌克兰诉俄罗斯联邦案中的乌方代理人。

## 乌克兰外交部副部长
叶宁于2020年4月15日正式就任乌克兰外交部副部长，负责乌克兰在亚洲的政策方面工作。在此期间，他曾代表乌克兰出面协商与俄罗斯联邦的国际争端以及就PS 752飞机坠毁事件与伊朗进行谈判。
2021年8月31日，叶宁的外交部副部长一职被免除，媒体预测他下一步将被任命为内政部第一副部长

## 乌克兰内政部第一副部长
2021年9月6日，叶宁正式被任命为乌克兰内政部副部长，部长则为傑尼斯·莫納斯特爾斯基。

## 去世
叶宁是2023年1月18日基辅直升机坠机事故的遇难者之一，事故发生于基辅东部一个名为布罗瓦雷的郊区，除叶宁外，死者还包括乌克兰内政部长傑尼斯·莫納斯特爾斯基及国务秘书尤里·盧布科維奇在內的其他13人，另有至少25人受伤。

## 荣誉
- 烏克蘭三等功績勳章（2017年）[12]。